# SS Pedernales
SS Pedernales был озерным танкером во время Второй Мировой Войны, а также некоторое время после окончания войны. Он был построен в 1938 году в Монфальконе, Италия и ходил под Британским флагом. Pedernales был серьёзно ранен вследствие торпедной атаки 16 февраля 1642 года во время стоянки на якоре на Арубе.
Поврежденное судно было разделено на 3 части. Передняя и кормовая секция были объединены, и корабль отправился в Балтимор, Мэрилэнд на ремонт. Средняя секция была оставлена на Арубе и после нескольких лет использования голландскими артиллеристами в качестве мишени после войны стал местом дайвинга.
Восстановленная часть корабля была затем переименована в Esso Pedernales, а ещё позже в Katendrecht. Был списан в 1958 году.

## Карьера
SS Pedernales был завершен в сентябре 1938 года Объединенными судостроителями Адриатического моря в Монфальконе, Италия. Работал как озерный танкер плавающий от озера Маракайбо в Венесуэле на нефтеперерабатывающий завод на Арубе.
Утром 16 февраля 1942, U-156, под командованием Капитан-лейтенанта Вернера Хартенштайна, начал атаку на нефтяные танкеры на якоре в Синт-Николас на Арубе как часть операции Нойланд. Среди других кораблей Pedernales был поврежден попавшим в него торпедой, а позже был выброшен на берег двумя буксирами и заброшен.
Позже был отбуксирован в Lago Dry Dock на Арубе, где был разделен на три части, передняя и кормовая секции были соединены вместе, и корабль пошел под его собственной властью в Балтимор, штат Мэриленд, где была установлена новая средняя секция, и продолжил свою работу.
После конца Второй Мировой Войны танкер продолжил ходить под его именем до 1957 года, пока не был переименован в Esso Pedernales. В следующем году, после его переименовывания в Katendrecht был списан в Роттердаме в 1959.

## Крушение
Поврежденная средняя секция Pedernales была отбуксирована из сухого дока и много лет использовалась как мишень Королевскими военно-морскими силами Нидерландов. В ходе бомбардировки остатки средней секции были разбросаны по восьми секциям. Часть обломков является популярной достопримечательностью для дайвинга. Три самые большие секции обломков ежедневно используются местными дайверами. Остатки находятся на глубине 25 футов (7,6 м). по координатам 12.57889°N 070,05833°W.